# La Voz de Albacete
La Voz de Albacete fue una revista semanal de información general de Albacete publicada entre 1996 y 2000, alcanzando el número 205.
Perteneciente al grupo de comunicación Sicaman junto a Televisión Albacete (TVA), Onda Cero Albacete y Radio Arco Iris. Dirigida por José Hervás (1996-97) y Carlos Ballesteros (1998-2000). Contó entre sus redactores con José Luis Royo ,  Maite Martínez , José Ramón Ayllón,, Antonio Martínez Magán, Javier Palomero, Gregorio A. Salvador o Miguel Nieto. Diseño de Pablo Gallardo, maquetación de Joaquín P. Muruzábal y fotografía de Luis S. Vizcaíno.
Destacó por realizar un periodismo de análisis, investigación y opinión alrededor de la actualidad política
, deportiva, cultural y social de la provincia de Albacete, con un formato moderno y una cuidada fotografía.